# Campionati svedesi di sci alpino 1981
Ai Campionati svedesi di sci alpino 1981 furono assegnati i titoli di discesa libera, slalom gigante e slalom speciale, sia maschili sia femminili.

## Risultati
| Specialità      | Uomini         | Donne                     |
| --------------- | -------------- | ------------------------- |
| Discesa libera  | Benny Lindberg | Helena Hedman             |
| Slalom gigante  | Stig Strand    | Catharina Glassér-Bjerner |
| Slalom speciale | Stig Strand    | Ann Melander              |